# Nyctimystes granti
Nyctimystes granti  es un gran rana de árbol de la familia Pelodryadidae de Papua Nueva Guinea.  Se descubrió en la cuenca del río Utakwa y río Fly, a unos mil metros sobre el nivel del mar.
La rana mide aproximadamente diez centímetros de largo. Tiene marcas negras en el dorso. Tiene dientes vomerinos en su mandíbula superior.